# Nanodraht
Ein Nanodraht (englisch Nanowire) ist ein feines, langgestrecktes Stück Metall, Halbmetall oder Verbindungshalbleiter mit einem Durchmesser im Bereich bis maximal 100 Nanometer (0,1 Mikrometer = 0,0001 Millimeter). Metallisch leitende Kohlenstoffnanoröhren können auch als Nanodraht im Sinne eines elektrischen Leiters bezeichnet werden. Als (mikrobielle) Nanodrähte werden auch elektrisch leitende Zellanhänge von Bakterien bezeichnet, mit deren Hilfe die Organismen externe Elektronenakzeptoren nutzen.

## Herstellung
Ein in der Forschung häufig angewandtes Verfahren zur Herstellung von eingebetteten beziehungsweise freien Nanodrähten ist die elektrochemische Abscheidung des gewünschten Metalls in geeignete Nanoporen und anschließendes Herauslösen. Geeignet sind beispielsweise die Poren von Aluminiumoxid, das mit starken Basen oder mit Fluorwasserstoffsäure aufgelöst werden kann.
Ein weiteres, häufig angewandtes, Verfahren ist das direkte Wachstum in einem Vapor-Liquid-Solid-Prozess. Dies ist sowohl für Wachstum auf einem Substrat, als auch zur Herstellung von losen Nanodrähten, welche mit dem Gasfluss durch den Reaktor abgesaugt werden, nutzbar. Der Durchmesser der so erzeugten Nanodrähte hängt von der Größe der verwendeten Katalysatortröpfchen ab. Die Herstellung von Metalltröpfchen im Nanometerbereich ist schwierig, da diese thermodynamisch nicht stabil sind.
In der Halbleitertechnologie werden Nanodrähte mit lithografischen Verfahren hergestellt, die in diesem Fall besonders aufwändig sind, da die gewünschten Strukturen kleiner sind als die Wellenlänge des sichtbaren Lichts. Man muss daher spezielle Verfahren anwenden und mit kurzwelligem Licht wie UV-Licht arbeiten (zum Beispiel mit Laserlicht mit 193 nm Wellenlänge). Mittlerweile können Chips mit einer Leiterbahnbreite von 32 nm hergestellt werden (Stand 2011).
Nanodrähte können sich auch selbstorganisiert auf Halbleiteroberflächen bilden. Zum Beispiel kann ein Siliziumsubstrat mit Seltenerdmetallen bedampft und anschließend getempert werden. Daraufhin bilden sich Strukturen, die wenige Nanometer breit und hoch und mehrere 100 Nanometer lang sind. Aufgrund der kleinen lateralen Ausdehnungen sind die Quanteneffekte so stark, dass Seltenerdsilizidnanodrähte auf Si(001) einem eindimensionalen Metall gleichen. Seltenerdsilizidnanodrähte auf Si(hhk) bieten sogar die Möglichkeit, die Dimensionalität des Elektronengases zwischen zweidimensional und eindimensional zu tunen.
Neue Forschungen beschäftigen sich auch mit der Herstellung von Nanodrähten auf Basis von DNA. Hierbei werden DNA-Stränge metallisiert, um die Leitfähigkeit zu erhöhen. Während der  Metallisierung mit beispielsweise Silberteilchen kommt es gleichzeitig zu einer Vernetzung benachbarter Stränge. In einem zweiten Metallisierungsprozess kann Gold aus einer Lösung an den Silberteilchen abgeschieden werden. Über die Dauer der Goldabscheidung kann der Durchmesser der Nanodrähte variiert werden. Mit der neuen Methode erhält man mikrometerlange, elektrisch kontaktierbare Nanodrähte, die das Potenzial für die Herstellung von miniaturisierten Schaltkreisen haben.